# Cacá (football, 1999)
Pour les articles homonymes, voir Cacá.
Carlos de Menezes Júnior, né le 25 avril 1999 à Visconde do Rio Branco, est un footballeur professionnel brésilien qui évolue au poste de défenseur avec le club des Corinthians.

## Biographie
Né à Visconde do Rio Branco, dans le Minas Gerais, Cacá rejoint les jeunes de Cruzeiro en 2014. Il est capitaine des moins de 20 ans lors de leur triomphe dans le Campeonato Mineiro des moins de 20 ans en 2018.
Juste avant la saison 2018, Cacá se voit promu au sein de l'équipe première. Le 14 octobre, il fait ses débuts avec l'équipe senior, jouant les quatre-vingt-dix minutes d'une défaite 2-0 contre Vasco da Gama.
Lors de l'année 2019, il atteint la finale de la Coupe du Brésil des moins de 20 ans, en étant battu par le club de Palmeiras.
Le 1er novembre 2019, il inscrit son premier but dans le championnat du Brésil, sur la pelouse de Botafogo.
Le 14 février 2021, il signe avec le club japonais des Tokushima Vortis en J1 League, pour un transfert de 10,7 millions de reais (environ 1,7 million d'euros).

## Palmarès
- Finaliste de la Coupe du Brésil des moins de 20 ans en 2019 avec Cruzeiro
- Vainqueur du Campeonato Mineiro des moins de 20 ans en 2018 avec Cruzeiro

## Statistiques
| Saison                | Club                  | Championnat           | Championnat | Championnat | Championnat | Coupe nationale | Coupe nationale | Coupe nationale | Coupe de la Ligue | Coupe de la Ligue | Coupe de la Ligue | Compétition(s) continentale(s) | Compétition(s) continentale(s) | Compétition(s) continentale(s) | Compétition(s) continentale(s) | Ligue régionale | Ligue régionale | Ligue régionale | Total | Total | Total |
| Saison                | Club                  | Division              | M.          | B.          | P.d.        | M.              | B.              | P.d.            | M.                | B.                | P.d.              | Comp.                          | M.                             | B.                             | P.d.                           | M.              | B.              | P.d.            | M.    | B.    | P.d.  |
| 2018                  | Cruzeiro EC           | Série A               | 2           | 0           | 0           | -               | -               | -               | -                 | -                 | -                 | CL                             | -                              | -                              | -                              | -               | -               | -               | 2     | 0     | 0     |
| 2019                  | Cruzeiro EC           | Série A               | 20          | 1           | 0           | -               | -               | -               | -                 | -                 | -                 | CL                             | -                              | -                              | -                              | -               | -               | -               | 20    | 1     | 0     |
| 2020                  | Cruzeiro EC           | Série B               | 22          | 1           | 1           | 3               | 0               | 0               | -                 | -                 | -                 | -                              | -                              | -                              | -                              | 9               | 1               | 0               | 34    | 2     | 1     |
| Sous-total            | Sous-total            | Sous-total            | 44          | 2           | 1           | 3               | 0               | 0               | -                 | -                 | -                 | -                              | -                              | -                              | -                              | 9               | 1               | 0               | 56    | 3     | 1     |
| 2021                  | Tokushima Vortis      | J. League             | 26          | 1           | 0           | 1               | 0               | 0               | 2                 | 1                 | 0                 | -                              | -                              | -                              | -                              | -               | -               | -               | 29    | 2     | 0     |
| 2022                  | Tokushima Vortis      | J. League 2           | 6           | 0           | 0           | -               | -               | -               | 3                 | 0                 | 0                 | -                              | -                              | -                              | -                              | -               | -               | -               | 9     | 0     | 0     |
| Sous-total            | Sous-total            | Sous-total            | 32          | 1           | 0           | 1               | 0               | 0               | 5                 | 1                 | 0                 | -                              | -                              | -                              | -                              | -               | -               | -               | 38    | 2     | 0     |
| Total sur la carrière | Total sur la carrière | Total sur la carrière | 76          | 3           | 1           | 4               | 0               | 0               | 5                 | 1                 | 0                 | -                              | -                              | -                              | -                              | 9               | 1               | 0               | 94    | 5     | 1     |